# Bahnhof Berlin Hermannstraße
A Bahnhof Berlin Hermannstraße egy S-Bahn és metróállomás Németország fővárosában, Berlinben a Ringbahn és a metró U8-as vonalán. Az állomás 1877-ben nyílt meg, kezelője a DB Station&Service.

## Forgalom
| Járat | Útvonal | Gyakoriság csúcsidőben |
| ----- | --- | ---------------------- |
| ↻ ↺   | Gesundbrunnen – Schönhauser Allee – Prenzlauer Allee – Greifswalder Straße – Landsberger Allee – Storkower Straße – Frankfurter Allee – Ostkreuz – Treptower Park – Sonnenallee – Neukölln – Hermannstraße – Tempelhof – Südkreuz – Schöneberg – Innsbrucker Platz – Bundesplatz – Heidelberger Platz – Hohenzollerndamm – Halensee – Westkreuz – Messe Nord/ICC – Westend – Jungfernheide – Beusselstraße – Westhafen – Wedding – Gesundbrunnen \|\| 05 percenként                           |                        |
|       | Südkreuz – Tempelhof – Hermannstraße – Neukölln – Köllnische Heide – Baumschulenweg – Schöneweide – Betriebsbahnhof Schöneweide – Adlershof – Altglienicke – Grünbergallee – Flughafen Berlin-Schönefeld \|\| 20 percenként |                        |
|       | Westend – Messe Nord/ICC – Westkreuz – Halensee – Hohenzollerndamm – Heidelberger Platz – Bundesplatz – Innsbrucker Platz – Schöneberg – Südkreuz – Tempelhof – Hermannstraße – Neukölln – Köllnische Heide – Baumschulenweg – Schöneweide – Betriebsbahnhof Schöneweide – Adlershof – Grünau – Eichwalde – Zeuthen – Wildau – Königs Wusterhausen \|\| 20 percenként |                        |
|       | Hermannstraße – Neukölln – Köllnische Heide – Baumschulenweg – Schöneweide – Oberspree – Spindlersfeld \|\| 20 percenként |                        |
|       | Wittenau (Wilhelmsruher Damm) – Rathaus Reinickendorf – Karl-Bonhoeffer-Nervenklinik – Lindauer Allee – Paracelsus-Bad – Residenzstraße – Franz-Neumann-Platz (Am Schäfersee) – Osloer Straße – Pankstraße – Gesundbrunnen – Voltastraße – Bernauer Straße – Rosenthaler Platz – Weinmeisterstraße – Alexanderplatz – Jannowitzbrücke – Heinrich-Heine-Straße – Moritzplatz – Kottbusser Tor – Schönleinstraße – Hermannplatz – Boddinstraße – Leinestraße – Hermannstraße \|\| 05 percenként |                        |

## Vasútvonalak
- Berlin Ringbahn
- Neukölln-Mittenwalder Eisenbahn

## Szomszédos állomások
Az állomáshoz az alábbi állomások vannak a legközelebb:
- S-Bahnhof Berlin Neukölln (S41)
- S-Bahnhof Berlin-Tempelhof (Bahnhof Berlin Beusselstraße, S41)
- S-Bahnhof Berlin Neukölln (Bahnhof Flughafen BER, S45)
- S-Bahnhof Berlin-Tempelhof (S-Bahnhof Berlin Südkreuz, S45)
- S-Bahnhof Berlin Neukölln (Berlin-Spindlersfeld station, S47)
- S-Bahnhof Berlin Neukölln (Bahnhof Berlin Beusselstraße, S42)
- S-Bahnhof Berlin-Tempelhof (S42)
- S-Bahnhof Berlin Neukölln (Königs Wusterhausen állomás, S46)
- S-Bahnhof Berlin-Tempelhof (Bahnhof Berlin-Westend, S46)